# Flammenwerfer M2

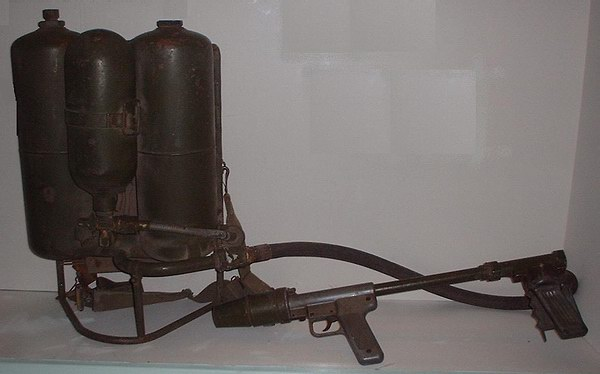
Ein Flammenwerfer M2 im Virginia War Museum.

Der Flammenwerfer M2 war eine tragbare Brandwaffe, die vornehmlich im Zweiten Weltkrieg eingesetzt wurde. Der Flammenwerfer wurde 1944 in der Version M2-2 beim United States Marine Corps und der United States Army eingeführt und 1956 durch den M9A1-7 abgelöst.

## Beschreibung
Der Flammenwerfer M2 bestand wie sein Vorgänger M1 aus zwei Baugruppen: Zum einen aus drei auf dem Rücken getragenen Tanks, von denen zwei gleich große längliche das Brandmittel (eine Mischung aus Dieselkraftstoff und Benzin) und ein kleinerer, mittig darüber angebrachter Druckbehälter das Treibmittel Stickstoff enthielt. Aufgefüllt wurden die Brennstofftanks durch Tankdeckel am oberen Ende. Die Tanks waren auf einem Gestell mit Tragegurten befestigt; zwischen den beiden Seiten des Gestells war ein breiter Stoffstreifen aus Segeltuch gespannt, der beim Tragen auf dem Rücken des Schützen auflag. Die andere Baugruppe war das Strahlrohr, das durch einen Schlauch mit den Tanks verbunden war. Es bestand aus einem länglichen Rohr, an dessen Unterseite zwei Handgriffe angebracht waren. Der Abzug am hinteren Handgriff war eine Griffsicherung, der am vorderen löste eine Zündpatrone für das Brandmittel aus.

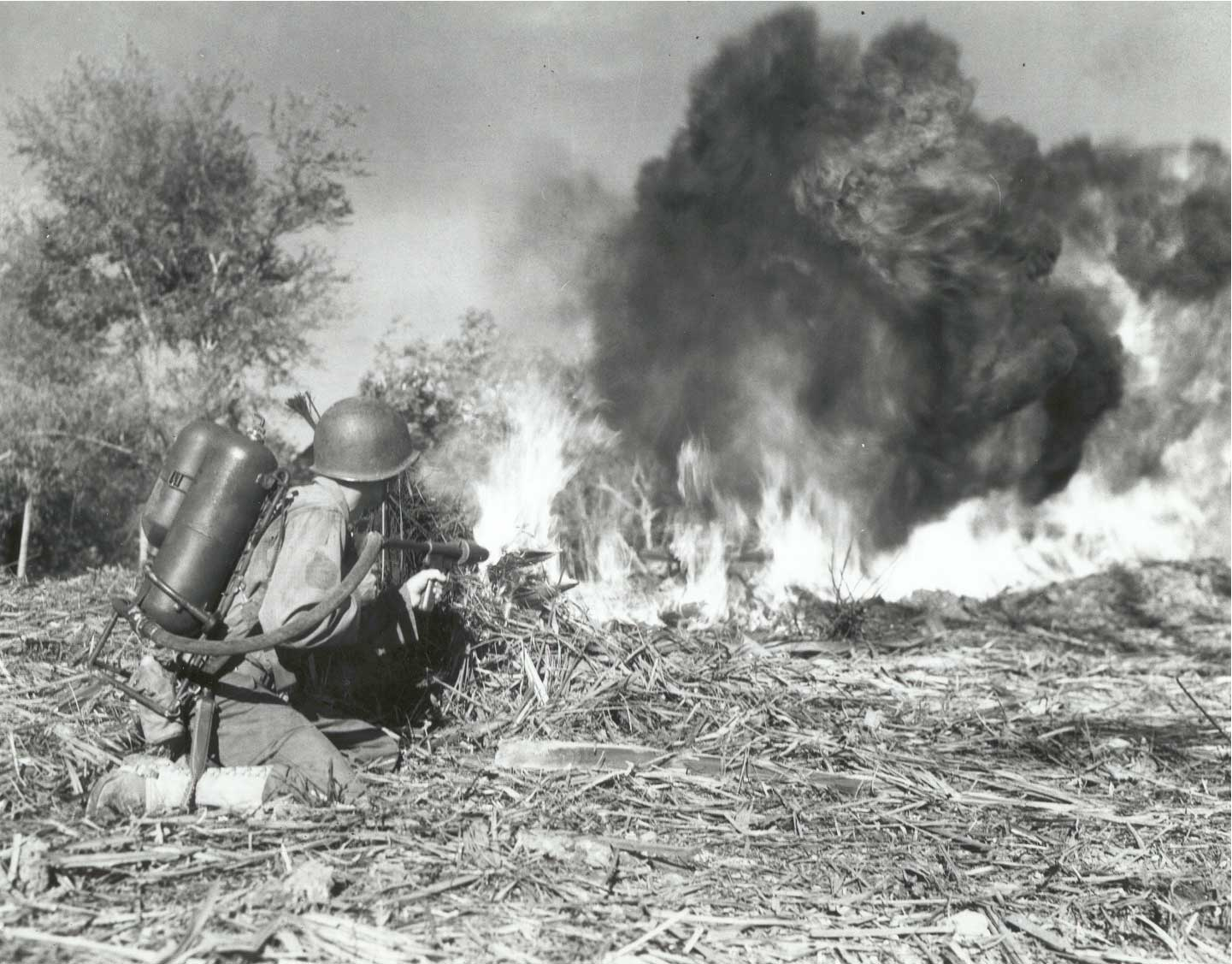
Ein Sergeant der amerikanischen 33. Infanteriedivision beim Einsatz eines Flammenwerfers M2 (1945)

## Einsatz
Wie für seinen Vorgänger benötigte man zum Einsatz des M2 zwei Personen als Bedienmannschaft: Einen Schützen und einen Assistenten, der die Ventile an den Tanks öffnete und zusätzliche Ausrüstung trug. Zum Einsatz öffnete der Assistent die Ventile zwischen dem Treibmitteltank und den Brennstofftanks und das Ventil zwischen Brennstofftank und Schlauch. Der sich aufbauende Druck presste das Brandmittel durch den Schlauch, der Schütze öffnete die Sicherung durch Betätigung des hinteren Abzugsgriffes und zündete das nun durch das Strahlrohr austretende Gemisch durch den Abzug am vorderen Handgriff.
Der Tankinhalt reichte für eine Feuerdauer von 10 bis höchstens 20 Sekunden; die Reichweite der Waffe betrug 25 bis maximal 40 Meter. Damit wurden die Leistungen des M1 übertroffen, dessen Treibmittel Wasserstoff zu einem rascheren Abbrennen des Brandmittels geführt hatte und dessen elektrisches Zündsystem unzuverlässig gewesen war; doch die Tendenz zu fahrzeuggestützten Flammenwerfern verhinderte eine sehr weite Verbreitung der Waffe, die den Schützen durch ihr hohes Gewicht und Profil bei gleichzeitig relativ geringer Reichweite sehr verwundbar machte. Bei der Erstürmung von Bunkern im Zuge der Angriffe auf die japanisch besetzten Pazifikinseln und der Landung in der Normandie erwiesen sich die Flammenwerfer dennoch als nützlich, solange die Bedienmannschaft Feuerschutz von Gewehrschützen erhielt.

## Technische Daten (M2-2)
| Kenngrößen    | Daten                                    |
| ------------- | ---------------------------------------- |
| Tankinhalt    | etwa 18 Liter                            |
| Gesamtgewicht | 32 kg                                    |
| Brandmittel   | Mischung aus Dieselkraftstoff und Benzin |
| Reichweite    | 25 bis 40 m                              |